# Sindssygdom
Sindssygdom er det almindelige danske ord for, hvad man på "lægelatin" (græsk) benævner en psykose. Ordet sindssyge erstattede tidligere danske ord som "afsind" og "galskab".
Ord slides, når de bruges og ændrer betydning, når de glider ind i dagligsproget: "Er du sindssyg" er en vending med skældsords-kvalitet. Derfor er brugen af ordet psykose i fremgang [kilde mangler].
Problemer omkring sindssygdom og psykose-begrebet. Den 1.1.1994 fik vi i Danmark et nyt diagnose-system, ICD-10. Følgende fremgår af ICD-10, 1. udgave, 18. reviderede oplag 2014, side 9: "Da begrebet 'sindssyg i lovens forstand' i retslig sammenhæng opretholdes svarende til det tidligere psykosebegreb, må man forudse vanskeligheder ved udfærdigelsen af retslige erklæringer eller udtalelser, idet en række sådanne tilstand kan være uden psykotiske symptomer i ICD-10's betydning". Det betyder at 'sindssyg' betyder det samme som det gamle psykose-begreb, og at der den 1.1.1994 blev indført et nyt psykose-begreb. Det betyder at 'sindssyg' og 'psykose' den 1.1.1994 holdt op med at være det samme, men nu i stedet for er to forskellige begreber. (Er der en der vil lave fakta-check på det jeg har skrevet her ?)
Definitionen på 'sindssyg' har følgende ordlyd: ”Sindssygdom er en samlebetegnelse for en række forskelligartede indgribende psykisk abnorme tilstande, kendetegnet ved en ændring i realitetsvurderingen, en forandring i patientens muligheder for at opleve og vurdere sin omverden og sig selv, sin tilstand og handlinger i overensstemmelse med virkeligheden. Man er ikke i stand til at teste sandhedsværdien af ens tanker, følelser og forestillinger. Dette realitetstab kan vise sig i symptomer som hallucinationer, paranoid tænkning, bevidsthedsforstyrrelser eller ændret stemningsleje.” (kilde: bet. 1068, Principbetænkning om anvendelse af tvang i psykiatrien, kapitel 6, afgivet af det af justitsministeriet nedsatte udvalg).